# Dolichopalpellus mirabilis
Dolichopalpellus mirabilis är en tvåvingeart som beskrevs av Townsend 1927. Dolichopalpellus mirabilis ingår i släktet Dolichopalpellus och familjen parasitflugor. Inga underarter finns listade i Catalogue of Life.